# 联邦德国中国学生学者联合会
联邦德国中国学生学者联合会（德語：Verband der Chinesischen Studenten und Wissenschaftler in der Bundesrepublik Deutschland e.V.，简称为全德学联（德語：VCSW），由1989年在德国的一万多位中国大陆留学生通过各校中国学生会推选代表，于1989年7月底在第一届代表大会上成立, 以推进中国大陸民主化和维护留学生利益为目的。  

全德学联曾經拥有机关刊物《真言》、《留德学人报》、《德国导报》、《欧华导报》。 

## 活动
1989年加入全球中国学联，全德学联的志愿者于1991年参与组成“中国青年团结会”，每年参与举办“全球中國学联台湾之旅研习营”(第18届开始增加“全球华人精英论坛”)。 每年举办纪念六四事件活动。